# Mario Canavari
Mario Canavari (Camerino, 27 novembre 1855 – Pisa, 20 novembre 1928) è stato un paleontologo e geologo italiano.

## Biografia
Nato da Nicola (o Niccolò) e Michelina Ruffini, in una famiglia di piccoli industriali marchigiani, studiò presso l'Università di Pisa, dove si laureò in Matematica il 28 luglio 1879. Presso questa stessa Università si appassionò agli studi naturalistici ed in particolare alla Paleontologia, divenendo allievo di Giuseppe Meneghini.
Si specializzò in Geologia e Paleontologia, pubblicando ben presto i suoi primi lavori.
Nel 1881 grazie ad una borsa di studio per il perfezionamento all'estero trascorse un periodo di studio a Monaco di Baviera, sotto la guida del famoso geologo e paleontologo tedesco Karl Alfred von Zittel.
Tornato a Pisa continuò a collaborare con Meneghini e fu abilitato alla libera docenza nel 1886. Nel frattempo si sposò con Vincenza Sabbieti, dalla quale il 30 agosto 1884 ebbe un figlio, Igino. Alla morte del maestro nel 1889 gli succedette e divenne Professore Ordinario di Geologia e Direttore dell'Istituto e del Museo Geologico dell'Università di Pisa. Tenne anche l'insegnamento di geografia fisica e di meteorologia dal 1906 al 1921.
A Pisa ricoprì anche cariche pubbliche, fu consigliere comunale e provinciale, assessore e pro-sindaco. Politicamente era repubblicano e mazziniano, il primo aprile 1909 fu iniziato in Massoneria nella Loggia Ettore Socci di Pisa e negli anni del fascismo non si iscrisse mai al partito.
Sul modello della rivista "Paläontographica", che era diretta da von Zittel durante il suo soggiorno a Monaco di Baviera, fondò nel 1895 la rivista scientifica "Palaeontographia Italica" (tuttora pubblicata dalla Società Toscana di Scienze Naturali), e la diresse fino alla sua morte.
Fu socio nazionale della Regia Accademia dei Lincei e presidente della Società Geologica Italiana nel 1899 e della Società Toscana di Scienze Naturali dal 1921 al 1928.
La sua opera più importante, pubblicata pochi mesi prima della sua morte, è il Manuale di Geologia Tecnica, un poderoso testo organico di Geologia applicata.

## Opere
- Mario Canavari, Beiträge zur Fauna des unteren Lias von Spezia, in Palaeontographica, vol. 29, 1882,  pp. 123-192, ISSN 0375-0442 (WC · ACNP).
- Mario Canavari, Manuale di geologia tecnica con speciale riguardo alle applicazioni per l'Ingegneria, Pisa, Arti Grafiche Nistri, 1928,  XX + 971 pp..